# Inser
Der Inser (russisch Инзе́р, Большой Инзе́р (Bolschoi Inser); baschkirisch Инйәр) ist ein 307 km langer linker Nebenfluss des Sim in Baschkortostan im europäischen Teil Russlands.
Er entspringt an den Westhängen des Südurals. Er fließt anfangs in südwestlicher Richtung, wendet sich dann aber nach Norden. Im Oberlauf heißt der Fluss auch Bolschoi Inser („Großer Inser“). Bei Flusskilometer 137 bei der Siedlung Inser vereinigt er sich mit dem rechten Nebenfluss Maly Inser („Kleiner Inser“) zum eigentlichen Inser. Der Inser mündet von links in den Sim, 6 km vor dessen Mündung in die Belaja. Zwischen Mitte November und Mitte April ist der Fluss eisbedeckt. Am Pegel Asowo beträgt der mittlere Abfluss 50,9 m³/s. Der Inser entwässert ein Gebiet von 5380 km².